# Calum McNeil
Calum Douglas McNeil (ur. 30 kwietnia 1966 w Glasgow) – brytyjski zapaśnik walczący w stylu wolnym. Olimpijczyk z Barcelony 1992, gdzie zajął jedenaste miejsce w kategorii 68 kg.
Dziesiąty na mistrzostwach świata w 1991. Siedemnasty na mistrzostwach Europy w 1992. Brązowy medalista Igrzysk Wspólnoty Narodów w 1994 i czwarty w 1986. Wicemistrz Wspólnoty Narodów w 1989 roku, gdzie reprezentował Szkocję.
Trzykrotny mistrz kraju w latach 1991 i 1992 (69 kg) i 1994 (76 kg).
- Turniej w Barcelonie 1992

Przegrał z Townsendem Saundersem z USA i Ibo Ozitim z Nigerii i odpadł z turnieju.